# 史蒂夫·傑克遜 (美國)

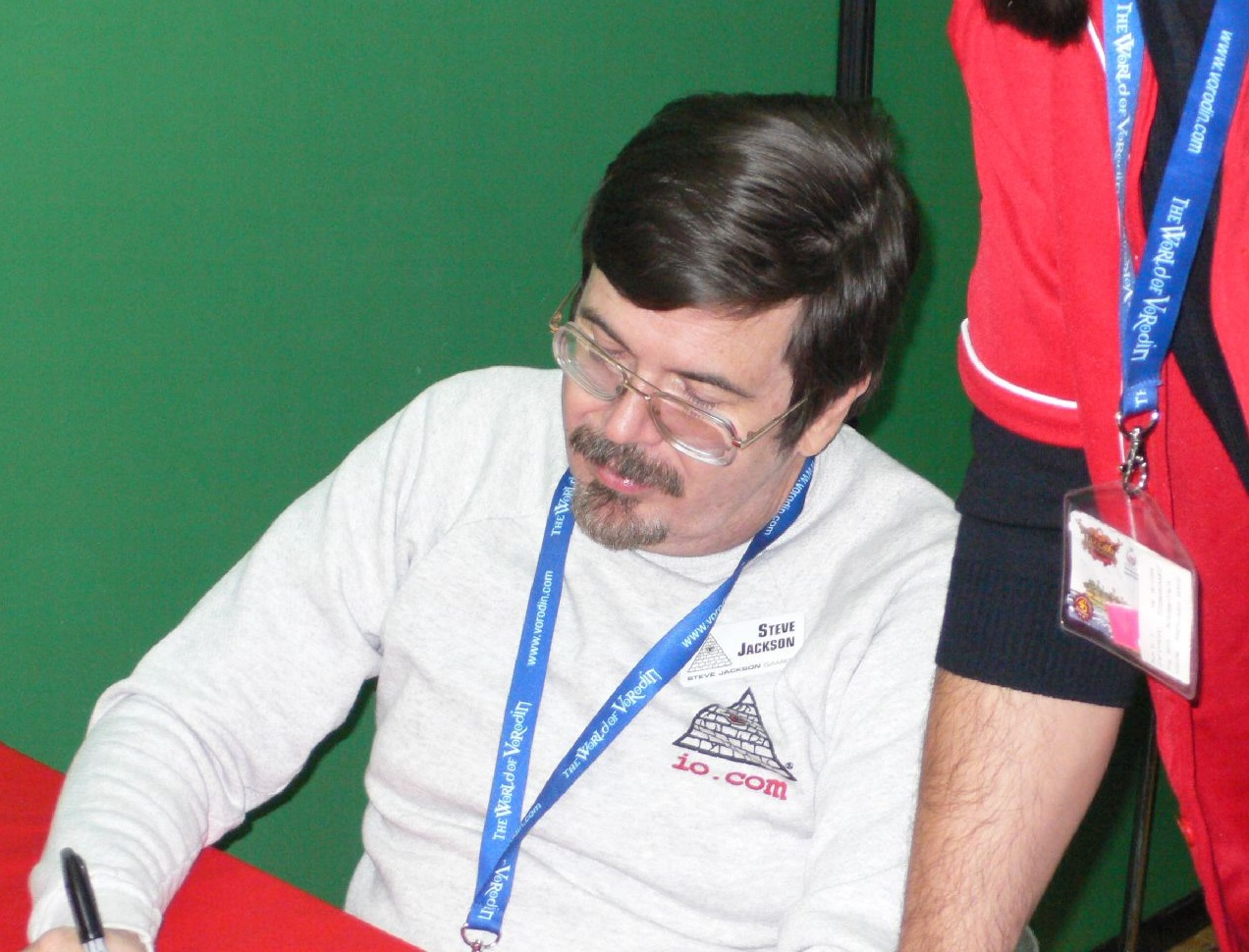

史蒂夫·杰克逊（英語：Steve Jackson，1953年—），著名的美國遊戲設計者和出版者，作品有《GURPS》和卡片遊戲《光明會》。他在1980年創立史蒂夫·傑克遜遊戲公司，曾出品不少遊戲，包括前述《GURPS》。
遊戲業界還有另一位史蒂夫·傑克遜，因兩位曾一起創作出版遊戲書，常常被混淆。